# Michael Houghton
Michael Houghton (Reino Unido, 1949) é um cientista britânico, laureado com o Nobel de Fisiologia ou Medicina.
Obteve um PhD em 1977 no King's College de Londres. Juntamente com Qui-Lim Choo, George Kuo e Daniel W. Bradley, foi co-descobridor da hepatite C em 1989. Também co-descobriu o genoma da hepatite D em 1986. A descoberta da hepatite C levou ao rápido desenvolvimento de reagentes diagnosticantes para detectar o vírus da hepatite C (HCV) em amostras de sangue, reduzindo o risco de adquirir HCV por transfusão de sangue de um em três para cerca de um em dois milhões. É estimado que os testes de anticorpos preveniram no mínimo 40 mil novas infecções por ano somente nos Estados Unidos e muito mais que isto no mundialmente. Houghton detem atualmente a Canada Excellence Research Chair in Virology and Li Ka Shing Professor of Virology na Universidade de Alberta, onde é também diretor do Li Ka Shing Applied Virology Institute. Recebeu juntamente com Harvey J. Alter e Charles M. Rice o Nobel de Fisiologia ou Medicina de 2020.

## Prêmios e honrarias
- Prêmio Memorial Karl Landsteiner (1992)
- Prêmio Robert Koch (1993)
- Prêmio Lasker-DeBakey de Pesquisa Médico-Clínica (2000)
- Em 2013 foi o primeiro a renunciar ao Prêmio Internacional da Fundação Gairdner de 100 mil dólares canadenses, afirmando "eu sinto injusto de minha parte receber este prêmio sem a inclusão de dois colegas, Dr. Qui-Lim Choo e Dr. George Kuo."[6][7]
- 2020 Nobel de Fisiologia ou Medicina[5]

Recebeu um doutorado honorário de ciências de sua alma mater, a Universidade de East Anglia, em 2019.